# 1798.
◄ | 17. stoljeće | 18. stoljeće | 19. stoljeće | ►
◄ | 1760-ih | 1770-ih | 1780-ih | 1790-ih | 1800-ih | 1810-ih | 1820-ih | ►
◄◄ | ◄ | 1795. | 1796. | 1797. | 1798. | 1799. | 1800. | 1801. | ► | ►►
Arhitektura • Astronomija • Biologija • Glazba • Kazalište • Kemija • Kiparstvo • Knjige • Književnost • Kršćanstvo • Medicina • Politika • Pravo • Promet • Slikarstvo • Šport • Znanost

## Rođenja
- 19. siječnja – Auguste Comte, francuski matematičar i filozof († 1857.)
- 26. travnja – Eugène Delacroix, francuski slikar († 1863.)
- 17. svibnja – Anton Šerf, slovenski pisac, pjesnik, homilet († 1882.)
- 12. listopada – Pedro I. Brazilski, brazilski car († 1834.)
- 24. prosinca – Adam Mickiewicz, poljski pjesnik († 1855.)

## Vanjske poveznice
|  | Zajednički poslužitelj ima još gradiva o temi 1798. |